# Fiorio (conceria)
La conceria Fiorio fu una conceria di pelli di capre e montoni sita in Torino, fondata nel 1837; fu sede dell'attività clandestina antifascista durante la lotta di Liberazione. 

## Storia
Nel 1837 l'imprenditore Domenico Fiorio costruì un fabbricato per la concia di pelli di capra e montone nella zona del Martinetto nel comune di Torino (nell'attuale via Durandi 13). Nel 1854 venne aggiunto un nuovo fabbricato e nel 1879 i fratelli Filippo e Giovenale Fiorio ampliarono ulteriormente la conceria; nei primi anni del '900 venne costruito un secondo edificio a uso magazzino progettato dall'architetto Pietro Fenoglio con fregi tipici del Liberty torinese (nell'attuale via Durandi 10).
Nel dopoguerra, conclusa la sua attività produttiva, il complesso è rimasto a lungo inutilizzato e nel 2003 è stato acquistato e recuperato dalla Fondazione "Piazza dei mestieri" che ne ha fatto un centro di formazione professionale e di aggregazione giovanile.

## La conceria Fiorio nella lotta di Liberazione
La conceria viene ricordata in particolare per la funzione che ebbe nel periodo della Resistenza partigiana. Infatti, dopo l'armistizio dell'8 settembre del 1943 il proprietario Sandro Fiorio, a seguito della proposta di Sergio Tedeschi, acconsentì a rendere lo stabile la sede del CLN piemontese (CLNRP). Infatti era necessario trovare un nuovo luogo dove potersi riunire poiché il precedente, l'albergo Canelli, aveva cominciato a essere particolarmente sorvegliato dalla polizia. Nei mesi successivi la conceria acquistò una sempre maggiore importanza, finché nel marzo del 1944 divenne la sede primaria per le deliberazioni e per le azioni relative alla condotta della lotta partigiana.
Tutti i principali esponenti della Resistenza frequentarono la conceria, a partire da Paolo Greco che con Sandro Fiorio fu l'anima dell'attività clandestina che si svolgeva nell'edificio. L'attività produttiva aveva proceduto regolarmente durante il conflitto ma l'azienda era obbligata alla produzione di una certa quantità di pellicciotti destinati alle truppe tedesche e fasciste: i controlli per monitorare l'andamento della produzione erano frequenti e ci furono anche cinque perquisizioni che però non diedero alcun risultato. A questo proposito vennero prese delle precauzioni difensive con la costruzione di un passaggio sotterraneo che dalle cantine della conceria, attraverso le fogne bianche, sbucavano prima sotto via Cibrario e poi in piazza Statuto .
La conceria funzionava, oltre che come sede di riunioni, anche come luogo di custodia di armi, di diffusione del giornale “La Riscossa italiana” e di recapito di materiali e di denaro; in particolare il tesoro della IV Armata, dopo essere stato nascosto nell'Albergo Canelli, venne trasferito nella conceria; in seguito anche gli Alleati si servirono della conceria per finanziare il CLN. 
Nell'agosto del 1944 nella conceria venne installata una radio trasmittente, che non funzionò, per collegarsi con la Valtournanche e la Svizzera nell'ambito della missione "Glass and Cross".
Nel febbraio del 1945 ne venne installata una seconda, che faceva capo ad una missione americana dell'OSS. Infine ve ne fu una terza, legata alla “missione Stella”, che trasmetteva per gli inglesi.
Nella conceria si formò anche il gruppo denominato “La Mole”, costituito da Fiorio, Garavelli, De Rege e quelli più legati alla vita della conceria. Il gruppo "La Mole" era predisposto all'esecuzione di tutti i compiti operativi che il CLN gli affidava. Erano gli uomini di punta non delle formazioni Garibaldi, Matteotti, GL o Autonome, ma direttamente del CLN..
Nel febbraio 1945, alla vigilia dell'insurrezione, Sandro Fiorio si recò in missione a Roma con un duplice scopo: ottenere finanziamenti per il CLN e ristabilire buoni rapporti tra il CLNAI e le istituzioni romane, poiché nel CLNAI, a causa della sfiducia nel governo di Roma, facevano capolino aspirazioni autonomistiche e “governative”. Fiorio rimase un mese a Roma, in cui incontrò anche Umberto di Savoia, poi rientrò al Nord con i soldi e con il Sottosegretario alle Terre Occupate Aldobrando Medici Tornaquinci che riuscì a ricomporre la frattura tra CLNAI e governo. Il Sottosegretario e Fiorio portarono con loro anche la bandiera che venne nascosta nella conceria e che sventolò sul pennone della stessa il 28 aprile 1945. Oggi la bandiera si trova all’Altare della Patria di Roma.